# Darüber lacht die Welt
Darüber lacht die Welt war eine Comedy-Sendung zunächst mit dem Moderator Fritz Egner, dann mit Hape Kerkeling, der neben der Moderation der Sendung auch in einigen der Einspielfilme auftrat. Produziert wurde die einstündige Sendung zunächst von der Produktionsfirma AUG, später von Tresor TV, jeweils im Auftrag von Sat.1 von 1998 bis 2000. Es war der zweite große Erfolg für Hape Kerkeling nach Total Normal.

## Berühmte Folgen
Kerkeling erlangte durch seine Wandlungsfähigkeit große Bekanntheit. In diversen komischen Rollen, in denen er seine unbedarften Opfer mit versteckter Kamera schockierte, begeisterte er Kritiker und Publikum gleichermaßen. So spielte er verkleidet als iranischer Schachgroßmeister (und über Funk von Schachmeisterin Elisabeth Pähtz unterstützt) Simultanschach gegen Spieler aus der Schachabteilung des FC Bayern München. Verkleidet als Marzahner Kleingärtner Rico Mielke machte er dem früheren Berliner Innensenator Heinrich Lummer das Leben in einer Talkshow schwer. Den Trompeter Stefan Mross begleitete er einen ganzen Tag lang in der Rolle eines kindischen Wiener Volksmusikfans und brachte den bekannten Musiker in unmögliche Situationen. Getarnt als finnischer Sänger der fiktiven Rapgruppe R.I.P. Uli trat er in der VIVA-Sendung Interaktiv bei Milka Loff Fernandes auf. Ein weiteres Highlight war sein Auftritt als litauischer Fußballtrainer, der angeblich den damaligen Trainer Klaus Augenthaler beim Grazer AK ablösen sollte, in einer Pressekonferenz vor überraschten Lokaljournalisten. Kurz nach der Konferenz wurde den Spielern der plötzliche Trainerwechsel bekanntgegeben und sofort mit den ersten „Trainingseinheiten“ begonnen. Nach nur wenigen Minuten verließen die Spieler den Platz, woraufhin das ganze Geschehen gegenüber den Journalisten aufgeklärt wurde.

## Auszeichnungen
Deutscher Fernsehpreis
- Nominiert – „Beste Comedy-Sendung“ (2000)
- Nominiert – „Beste Moderation – Unterhaltung“ (2000)
- Nominiert – „Beste Comedy-Sendung“ (2001)

Goldene Kamera
- Ausgezeichnet – Leserwahl „Bester Comedian“ für Hape Kerkeling in Darüber lacht die Welt (2012)